# Джулио Кабианка
Джулио Кабианка (на италиански: Giulio Cabianca) е бивш италиански пилот от Формула 1.
Участва в 4 състезания, дебютирайки на 18 май 1958 година.
Загива на пистата край Модена, Италия на 15 юни 1961 година.
Кабианка е роден във Верона, Северна Италия, като е участвал в 4 световни Гран при шампионата, дебютирайки на 18 май 1958. Умира в странен инцидент при тест на Купър-Ферари автодрума в Модена. Предполага се, че е възникнал проблем с педала на газта. В резултат на това колата му не успява да спре, излиза от пистата, удря зрител и продължава през вратата на автодрума, която се оказва отворена. След това пресича Виа Емилия и се блъска в стената на работилница. По пътя си удря такси с трима пътници в него според специализираното онлайн издание grandprix.com. Те умират при катастрофата, както и самият Кабианка.

## Резултати и класиране
| Год  | Тим      | 1   | 2   | 3   | 4   | 5   | 6   | 7   | 8   | 9   | 10  | 11  | Тим      |
| ---- | -------- | --- | --- | --- | --- | --- | --- | --- | --- | --- | --- | --- | -------- |
| 1958 | ОСКА     | АРЖ | МОН | ХОЛ | ИНД | БЕЛ | ФРА | ВБР | ГЕР | ПОР | ИТА | МАР | Мазерати |
| 1959 | Мазерати | МОН | ИНД | ХОЛ | ФРА | ВБР | ГЕР | ПОР | ИТА | САЩ |     |     | Мазерати |
| 1960 | Купър    | АРЖ | МОН | ИНД | ХОЛ | БЕЛ | ФРА | ВБР | ПОР | ИТА | САЩ |     | Купър    |